# Bowman proti Združenem kraljestvu
Bowman proti Združenemu kraljestvu je primer, v katerem je Evropsko sodišče za človekove pravice odločilo, da prepoved množičnega obveščanja volivcev o osebnih prepričanjih kandidatov na volitvah, podanega s strani nepooblaščene državljanke pomeni kršitev njene pravice do svobode izražanja. 

## Ozadje primera
G. Bowman je nekaj tednov pred volitvami v parlament v Veliki Britaniji leta 1992 razdelila letake, ki so obveščali o pogledu posameznih kandidatov na splav. Na letakih je prav tako bila slika fetusa in predstavitev njegovega razvoja skozi nosečnost. Bila je obtožena kršitve 75. odstavka Representation of the People Act 1983, ki prepoveduje, da bi nepooblaščene osebe za promocijo določenega kandidata porabile večjo vsoto denarja ali pa med volivci širile informacije z namenom promocije nekega kandidata. G. Bowman je bila tudi že v preteklih letih večkrat obsojena podobne kršitve, in sicer med volilnim postopkom leta 1979 in 1982.
G. Bowman je bila v Veliki Britaniji obsojena na podlagi Representation of the People Act 1983, section 75. G. Bowman je trdila, da je z obtožbo g. Bowman država kršila njeno pravico do svobode govora, da je Velika Britanija torej kršila 10. člen Evropske konvencije o človekovih pravicah. Sklicevala se je tudi na 13. člen Konvencije. 
Vlada Velike Britanije je na drugi strani trdila, da je obtožba proti njim nesprejemljiva, saj niso kršili pravice do svobodnega izražanja g. Bowman, če pa jo so, pa je bilo to nujno za ohranitev demokracije. Prav tako so navajali, da bi g. Bowman za širjenje omenjenih informacij lahko uporabila tudi druge, pravno manj vprašljive metode, kot so objava v časopisu, intervju na radiu ali televiziji, lahko bi pa tudi sama kandidirala na volitvah. 

## Postopek in odločitev ESČP
Osrednje vprašanje na katerega je sodišče odgovarjalo je: "Ali je prepoved množičnega obveščanja volivcev o osebnih prepričanjih kandidatov na volitvah, podanega s strani za to nepooblaščene državljanke, kršitev njene pravice do svobode izražanja, ki je zapisana v 10. členu Evropske konvencije o človekovih pravicah?" 
Sodišče je potrdilo, da je prepoved tovrstnega obveščanja volivcev v nasprotju z EKČP.
Sodišče je ugotovilo, da se Representation of the People Act 1983, section 75 ne nanaša neposredno na svobodo govora, temveč omeji vsoto denarja, ki jo nepooblaščena oseba lahko zapravi za promocijo nekega kandidata, hkrati pa ne prepove širjenja osebnega mnenja nekega volivca, temveč zgolj promocijo določenega kandidata. Sodišče vseeno potrdi, da Representation of the People Act 1983, section 75 v danem primeru vsebuje tudi omejitev svobode govora. V nadaljevanju je bilo treba ugotoviti, če je bila omejitev pravno predpisana, če je zasledovala legitimen cilj in če je v demokratični družbi potrebna. 
Sodišče ugotovi, da omejitev je bila pravno predpisana.
Sodišče trdi, da je omejitev vsote za promocijo kandidata omejena predvsem iz treh razlogov. Prvič, da zagotavlja pravičnost med kandidati. Drugič, da poskrbi, da so kandidati odvisni od vpliva pomembnejših (in denarno preskrbljenih) interesnih skupin. Tretjič, da prepreči, da bi se kandidati osredotočili na zgolj eno težavo, saj morajo skrbeti za splošno dobro. Skratka, skrbi za enakopravnost kandidatov na volitvah. Na podlagi tega odloči, da Representation of the People Act 1983, section 75 zasleduje legitimen cilj, in sicer skuša zavarovati pravice kandidatov.
Vprašanje ostaja, če je omejitev potrebna za ohranitev demokracije. Kot že omenjeno, je vlada Velike Britanije trdila, da bi se g. Bowman za širjenje informacij lahko poslužila drugih metod. Sodišče to stališče zavrne, saj se dokaže, ga obsojena ni imela dostopa do medijev, prav tako pa ni imela želje biti izvoljena v parlament. Na trditve Velike Britanije, da je omejitev potrebna za ohranjanje enakosti med kandidati (to enakost naj bi g. Bowman ogrozila) odgovori, da g. Bowman letakov ni razdelila z namenom promoviranja enega kandidata, temveč z namenom obveščanja o volivcev o pogledu kandidatov na splav. Njeni letaki bi namreč od posameznega kandidata lahko odvrnili isto število ljudi kot bi jih pritegnili. Sodišče prav tako poudari, da je v demokraciji prost pretok informacij nujen.
Evropsko sodišče za človekove pravice je odločilo, da Velika Britanija je kršila strankino pravico do svobode govora. Do te odločitve je prišlo s 14 glasovi proti 6. 

## Ločena mnenja
Obsodba ima tudi 4 ločena mnenja. Prvo je skupno pritrdilno ločeno mnenje sodnikov Pettiti, Lopes Rocha in Casadevall. Naslednje je odklonilno ločeno mnenje sodnika Valticosa. Skupno odklonilno ločeno mnenje so napisali tudi sodniki Loizou, Baka in Jambrek. Četrto, prav tako odklonilno ločeno mnenje pa sta podala sodnika Sir John Freeland in Levits.